# H-I (foguete)

Foguete H-I

O H-I (ou H-1) foi um foguete japonês que voou entre 1986 e 1992. Era uma versão licenciada dos foguetes Delta estadunidense e podia ser lançado em três variantes:
- Com 9 aceleradores e sem estágio superior de propelente sólido.
- Com 6 aceleradores e com estágio superior de propelente sólido.
- Com 9 aceleradores e com estágio superior de propelente sólido.

Os nove lançamentos de foguetes H-I, feitos todos a partir do Centro Espacial de Tanegashima, foram um sucesso, mas foi retirado de serviço pelo baixo rendimento econômico na hora de lançar satélites.

## Histórico de lançamento
| Voo  | Data                    | Plataforma de lançamento       | Carga                                                 | Resultado | Notas                   |
| ---- | ----------------------- | ------------------------------ | ----------------------------------------------------- | --------- | ----------------------- |
| H-15 | 12 de agosto de 1986    | Centro Espacial de Tanegashima | EGS (Ajisai) / JAS (Fuji 1A) / MABES (Jindai)         | Êxito     | Primeiro voo de um H-I. |
| H-17 | 27 de agosto de 1987    | Centro Espacial de Tanegashima | ETS-V (Kiku-5)                                        | Êxito     |                         |
| H-18 | 19 de fevereiro de 1988 | Centro Espacial de Tanegashima | CS-3A (Sakura 3A)                                     | Éxito     |                         |
| H-19 | 16 de setembro de 1988  | Centro Espacial de Tanegashima | CS-3B (Sakura 3B)                                     | Êxito     |                         |
| H-20 | 5 de setembro de 1989   | Centro Espacial de Tanegashima | GMS-4 (Himawari 4)                                    | Êxito     |                         |
| H-21 | 7 de fevereiro de 1990  | Centro Espacial de Tanegashima | Mos 1b (Momo 1b) / DEBUT (Orizuru) / JAS-1b (Fuji 1b) | Êxito     |                         |
| H-22 | 28 de setembro de 1990  | Centro Espacial de Tanegashima | BS-3A (Yuri 3A)                                       | Êxito     |                         |
| H-23 | 25 de agosto de 1991    | Centro Espacial de Tanegashima | BS-3B (Yuri 3B)                                       | Êxito     |                         |
| H-24 | 11 de fevereiro de 1992 | Centro Espacial de Tanegashima | JERS-1 (Fuyo)                                         | Êxito     | Último voo de um H-I.   |